# Mitchell (South Dakota)
Mitchell is een plaats (city) in de Amerikaanse staat South Dakota, en valt bestuurlijk gezien onder Davison County.

## Demografie
Bij de volkstelling in 2000 werd het aantal inwoners vastgesteld op 14.558.
In 2006 is het aantal inwoners door het United States Census Bureau geschat op 14.857, een stijging van 299 (2.1%).

## Geografie
Volgens het United States Census Bureau beslaat de plaats een oppervlakte van
28,2 km², waarvan 25,6 km² land en 2,6 km² water. Mitchell ligt op ongeveer 402 m boven zeeniveau.

## Plaatsen in de nabije omgeving
De onderstaande figuur toont nabijgelegen plaatsen in een straal van 24 km rond Mitchell.